# Murgon Fossil Site
| Era        | Periode   | Tijdvak   | Tijd       | Tijd geleden (Ma) |
| ---------- | --------- | --------- | ---------- | ----------------- |
| Cenozoïcum | Paleogeen | Oligoceen | Oligoceen  | 23,03             |
| Cenozoïcum | Paleogeen | Oligoceen | Oligoceen  | 33,9              |
| Cenozoïcum | Paleogeen | Eoceen    | Priabonien |                   |
| Cenozoïcum | Paleogeen | Eoceen    | Priabonien | 37,2              |
| Cenozoïcum | Paleogeen | Eoceen    | Bartonien  |                   |
| Cenozoïcum | Paleogeen | Eoceen    | 40,4       |                   |
| Cenozoïcum | Paleogeen | Eoceen    | Lutetien   |                   |
| Cenozoïcum | Paleogeen | Eoceen    | 48,6       |                   |
| Cenozoïcum | Paleogeen | Eoceen    | Ypresien   |                   |
| Cenozoïcum | Paleogeen | Eoceen    | 55,8       |                   |
| Cenozoïcum | Paleogeen | Paleoceen |            |                   |
| Cenozoïcum | Paleogeen | 65,5      |            |                   |

|                                 |  |
| Murgon in Queensland, Australië |  |

|                                                                     |
| Paleogeografie (~ 50 Ma) Australië is net losgeraakt van Antarctica |

|                                                     |               |
| Voorstelling van het paleomilieu tijdens het Eoceen | Caenolestidae |

Murgon Fossil Site is een vindplaats van fossielen uit het Vroeg-Eoceen, circa 54,6 miljoen jaar geleden. Murgon is gelegen in het zuidoosten van Queensland in Australië.

## Geografie en klimaat
In het Vroeg-Eoceen waren Australië, Antarctica en Zuid-Amerika als laatste delen van het supercontinent Gondwana met elkaar verbonden. De verbinding tussen Australië en Antarctica verliep via Tasmanië. Bewijs voor de verbinding tussen Australië, Antarctica en Zuid-Amerika wordt door de fossielen van diverse diergroepen uit Murgon geleverd. Het klimaat was warm en vochtig met loofbossen en moerasbossen die de oude conifeerbossen uit het Krijt grotendeels hadden vervangen. De omgeving van Murgon was in het Vroeg-Eoceen vermoedelijk een moerasbos.

## Fauna
De moerasbossen van Murgon kenden een grote diversiteit aan diersoorten. In Murgon zijn fossielen van de oudst bekende Australische buideldieren gevonden. Het enige buideldier met hedendaagse verwanten op het continent is een nog naamloze buideldas van 25 cm groot. De opossummuis Chulpasia jimthorselli was een 20 cm grote omnivoor die zich voedde met zaden, vruchten en insecten. Een nauw verwante soort, C. mattaueri, is bekend uit het Laat-Paleoceen van Peru. Thylacotinga bartholomaii is de andere bekende opossummuis uit Murgon. De opossummuizen (orde Paucituberculata) komen tegenwoordig alleen nog in de bergstreken van Zuid-Amerika voor en de aanwezigheid van deze dieren in Murgon, waarbij één soort nauw verwant is aan een Zuid-Amerikaanse soort, is een belangrijk bewijs voor een connectie over land tussen Australië en Zuid-Amerika via Antarctica in het eerste gedeelte van het Cenozoïcum. Buidelratten uit een andere orde, de Microbiotheria, ondersteunen deze hypothese verder. Tegenwoordig omvat deze orde nog slechts één soort, de monito del monte (Dromiciops gliroides). Hoewel deze soort in de Andes leeft, blijkt het nauwer verwant aan de Australische soorten. Fossielen van microbiotheriën zijn met name bekend uit Zuid-Amerika, maar ook uit de Midden-Eoceense La Meseta Formation op Seymour Island bij Antarctica. In 2008 werd uiteindelijk ook een Australische vertegenwoordiger van de microbiotheriën beschreven, Djarthia murgonensis. Dit buideldier was iets groter dan een muis en een boombewonende omnivoor. Na eerdere vondsten van omnivore buideldieren, werd in 2013 de eerste carnivore metatheriër van Murgon beschreven, Archaeonothos. Met een geschat gewicht van 40 tot 80 gram had dit dier een formaat te vergelijken is met dat van middelgrote buidelmuizen. De precieze classificatie van Archaeonothos is onduidelijk, maar mogelijk was het een vroege vertegenwoordiger van de Dasyuromorphia, de hedendaagse roofbuideldieren.
Naast buideldieren leefden ook placentaire zoogdieren in deze periode al in Australië. Australonycteris clarkae is de oudst bekende vleermuis van het Zuidelijk Halfrond en een van de oudst bekende vleermuizen ter wereld. Ook het oudst bekende op de grond levende placentaire zoogdier van Australië is bekend uit Murgon, Tingamarra porterorum. Het was een primitief hoefdier behorend tot de Condylarthra die zich voedde met vruchten en insecten. De vondst van Tingamarra geeft aan de op de grond levende placentaire zoogdieren veel eerder dan aanvankelijk werd gedacht in Australië aanwezig waren en vermoedelijk het continent al hadden bereikt voordat het zich van Gondwana afsplitste. Mogelijk is de groep vervolgens weer uitgestorven in Australië om pas acht miljoen jaar geleden weer terug te keren in de vormen van muizen en ratten.
In Murgon zijn verder de fossielen gevonden van de enige bekende Australische salamanders en de oudst bekende zangvogel ter wereld, die een spanwijdte van 30 cm had. De verdere fauna van Murgon omvatte kikkers, waterschildpadden, krokodillen en wurgslangen. De krokodil Kambara implexidens was met een lengte tot twee meter het grootste dier in dit ecosysteem. De wurgslangen Madtsoia, Patagoniophis australiensis en de 80 cm lange Alamitophis tingamarra behoren tot de familie Madtsoiidae. Beide soorten zijn nauw verwant aan Argentijnse soorten uit het Laat-Krijt, een verdere ondersteuning van een verbinding over land tussen de twee continenten.